# Macaranga constricta
Macaranga constricta là một loài thực vật có hoa trong họ Đại kích. Loài này được Whitmore & Airy Shaw mô tả khoa học đầu tiên năm 1971.